# Judah Benjamin

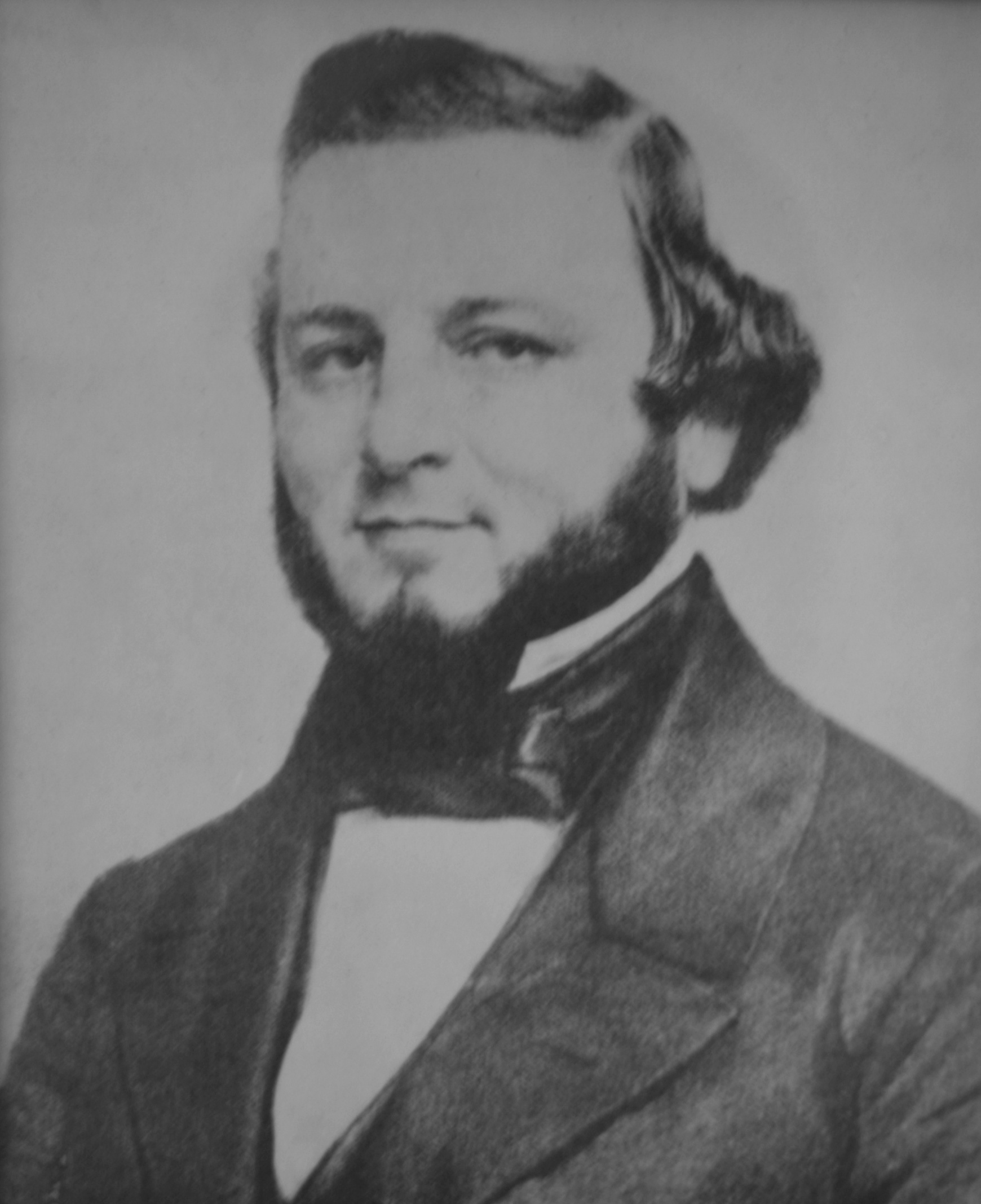
Judah Philip Benjamin

Judah Philip Benjamin (Christiansted, 6 augustus 1811 - Parijs, 6 mei 1884) was een Amerikaanse politicus voor en na de Amerikaanse Burgeroorlog. Hij was senator voor Louisiana van 1853 tot 1861 toen hij overliep naar de Geconfedereerde Staten van Amerika was hij meerdere kabinetsfuncties bekleedde. 
Benjamin werd als zoon van Joodse ouders geboren in Christiansted op de huidige Amerikaanse Maagdeneilanden, en groeide op in de staat South Carolina. Hij vestigde zich in New Orleans, een stad in Louisiana met een omvangrijke joodse gemeenschap, en bouwde er een succesrijke loopbaan uit als advocaat. Met de inkomsten hiervan kocht hij zich een plantage van 100 hectare met 150 slaven, die hij in 1850 weer verkocht. In 1852 werd Benjamin voor de Whig Party verkozen tot senator, hoewel hij in 1856 overstapte naar de Democratische Partij. Na de verkiezing van Abraham Lincoln tot president nam hij op 31 december 1860 ontslag uit de senaat.
Zijn vriend, de Zuidelijke president Jefferson Davis benoemde Benjamin in februari 1861 tot minister van Financiën in de pas opgerichte regering van de Confederatie en zag hem als zijn belangrijkste raadgever. Nog datzelfde jaar werd Benjamin eveneens Minister van Oorlog, een taak die hij met grote voortvarendheid op zich nam. Hij kwam echter in conflict met vooraanstaande generaals als P.G.T. Beauregard en Thomas "Stonewall" Jackson. Door de aanhoudende kritiek stelde Davis Benjamin in 1862 aan als de nieuwe minister van Buitenlandse Zaken en benoemde een andere minister van Oorlog. Benjamin streefde in zijn nieuwe functie verwoed naar erkenning door de Europese mogendheden van de Confederatie, maar dit bleek een onmogelijke opgave. Na de moord op Abraham Lincoln in april 1865 bleken twee samenzweerders nauwe banden te hebben met Benjamin, die naar Engeland moest vluchten. Daar werd hij opnieuw advocaat. Hij overleed in Parijs in 1884. 
- Bibliothèque nationale de France: cb123964560 (data)
- CiNii: DA01879079
- Gemeinsame Normdatei: 118850598
- International Standard Name Identifier: 0000 0000 8135 5970
- Library of Congress Control Number: n50008111
- Nationale Bibliotheek van Letland: 000140968
- Bibliotheek van het Japanse parlement: 00767130
- Nationale Bibliotheek van Tsjechië: mub20191037186
- Nationale bibliotheek van Australië: 35017335
- Nationale Bibliotheek van Israël: 987007463489005171
- Nederlandse Thesaurus van Auteursnamen: 073918814
- SNAC: w61657pz
- Système universitaire de documentation: 069905754
- Trove: 791899
- Biographical Directory of the United States Congress: B000365
- Virtual International Authority File: 56694284
- WorldCat: E39PBJtRQwKfftKCqkBBXk83cP